# فرودگاه ناگورسکوی
فرودگاه ناگورسکوی (به انگلیسی: Nagurskoye) یک فرودگاه نظامی است . این فرودگاه در کشور روسیه قرار دارد و در ارتفاع ۱۸ متری از سطح دریا واقع شده‌است.

## نگارخانه

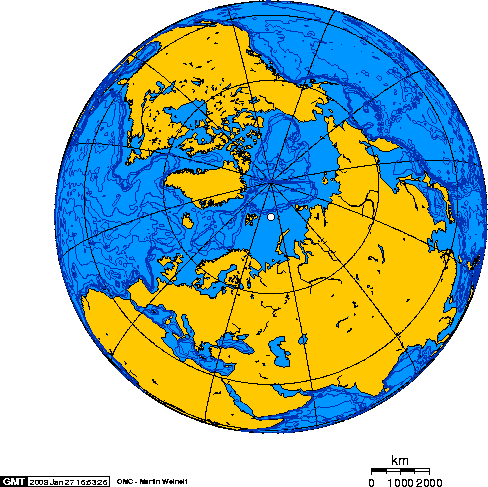
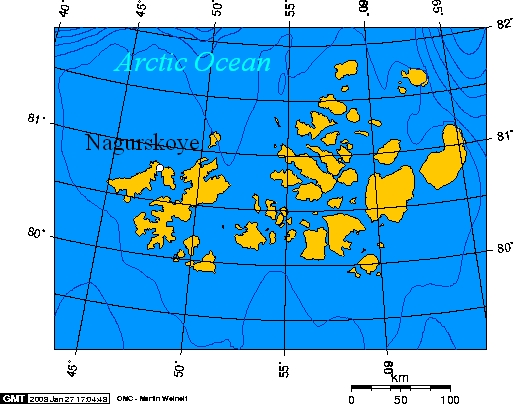